# Hymenocarpos circinnatus
Hymenocarpos circinnatus là một loài thực vật có hoa trong họ Đậu. Loài này được (L.) Savi miêu tả khoa học đầu tiên.